# 火剣山
火剣山（ひつるぎさん）は、静岡県菊川市と島田市との境にある標高282.6mの山である。

## 周辺施設
- 菊川市火剣山キャンプ場

バンガロー5棟（6月 - 10月のみ利用可）、オートキャンプ場（15区画）、駐車場30台、多目的広場
- 火剣坊大権現
- 火剣山砦址

徳川家康が諏訪原城攻めの際に築いた砦
- 火剣山自然散策コース

全長14kmのハイキングコース

## 行事
- わらび祭り（4月）

山頂からふもとまで、大量の鯉のぼりが泳ぐ。